# Patricia Castro
Patricia Castro Ortega (Madrid, 6 de agosto de 1992) es una deportista española que compite en natación. Ganó una medalla de plata en el Campeonato Europeo de Natación de 2016 en la prueba de 4 × 200 m libre.

## Palmarés internacional
| Campeonato Europeo | Campeonato Europeo    | Campeonato Europeo | Campeonato Europeo |
| Año                | Lugar                 | Medalla            | Prueba             |
| ------------------ | --------------------- | ------------------ | ------------------ |
| 2016               | Londres (Reino Unido) | Medalla de plata   | 4 × 200 m libre    |